# Яаксон, Александр
Александр Яаксон (эст. Aleksander Jaakson, 29 января 1892 — 2 октября 1942) — эстонский генерал.

## Биография
С 11 мая 1936 по 12 октября 1939 — министр образования Эстонии.
В 1939—1940 — начальник штаба Вооружённых сил Эстонии.
Арестован 18 октября 1940 года, во время присоединения Эстонии к СССР. Казнён 2 октября 1942 года в Кировской области.

## Награды
- Крест Свободы 1-го класса 3-й степени (13 мая 1921)[1]
- Военный орден Лачплесиса 3-й степени (20 апреля 1925) (Латвийская республика)